# Biskupice (gromada w powiecie płockim)
Biskupice – dawna gromada, czyli najmniejsza jednostka podziału terytorialnego Polskiej Rzeczypospolitej Ludowej w latach 1954–1972.
Gromady, z gromadzkimi radami narodowymi (GRN) jako organami władzy najniższego stopnia na wsi, funkcjonowały od reformy reorganizującej administrację wiejską przeprowadzonej jesienią 1954 do momentu ich zniesienia z dniem 1 stycznia 1973, tym samym wypierając organizację gminną w latach 1954–1972.
Gromadę Biskupice z siedzibą GRN w Biskupicach utworzono – jako jedną z 8759 gromad na obszarze Polski – w powiecie płockim w woj. warszawskim, na mocy uchwały nr VI/10/13/54 WRN w Warszawie z dnia 5 października 1954. W skład jednostki weszły obszary dotychczasowych gromad Biskupice, Borowo, Cieszewko, Cieszewo, Kłaki, Maliszewko, Setropie i Stanisławowo ze zniesionej gminy Drobin oraz obszar dotychczasowej gromady Kozłowo ze zniesionej gminy Majki w tymże powiecie. Dla gromady ustalono 14 członków gromadzkiej rady narodowej.
29 lutego 1956 z gromady Biskupice wyłączono część wsi Maliszewko o powierzchni 26 ha włączając ją do gromady Bromierz Nowy w tymże powiecie.
31 grudnia 1959 z gromady Biskupice wyłączono wieś Kozłowo, włączając ją do gromady Łęg Probostwo w tymże powiecie, po czym gromadę Biskupice zniesiono a jej (pozostały) obszar włączono do gromady Drobin tamże.